# Mitchelstown Caves
Die Mitchelstown Caves (irisch Uaimh Bhaile Mhistéala) sind ein Kalksteinhöhlenkomplex, etwa 2,5 km westlich von Burncourt, im County Tipperary in Irland. 
Die einzelnen Höhlen sind als Desmond Cave, New Cave, Old Cave oder Old Mitchelstown Cave bekannt. 
Sie liegen etwa 12 Kilometer nördlich von Mitchelstown, im County Cork und waren 1972 die ersten öffentlich zugänglichen Höhlen Irlands. Im Rahmen von Führungen sind mehrere Höhlenkammern für die Öffentlichkeit zugänglich. Die Höhlen verdanken trotz ihrer Entfernung von Mitchelstown ihren Namen ihrer Lage auf dem Anwesen von Lord Kingsborough der seinen Sitz im Mitchelstown Castle hatte. 

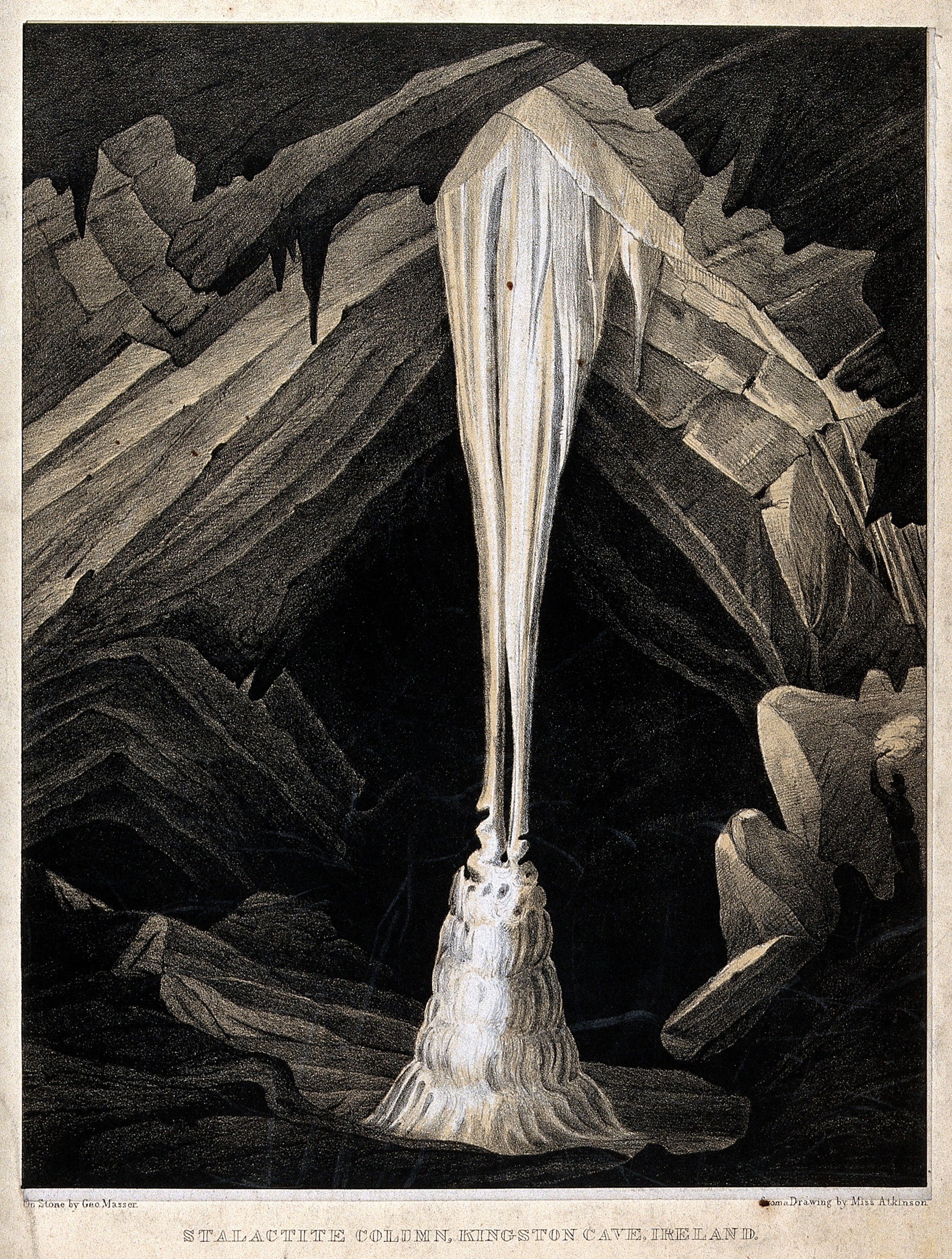
„Turm-zu-Babel-Säule“

Das Gebiet um die Mitchelstown Caves ist dünn besiedelt, die Bevölkerungsdichte beträgt etwa 16 Einwohner pro Quadratkilometer. Die Existenz von Höhlen war in der Region seit mindestens 1777 bekannt. Sie wurden 1833 von einer Landarbeiterin wiederentdeckt und 1834 von James Apjohn (1796–1886) untersucht und kartiert. Anschließend wurden sie von zahlreichen Natur- und Höhlenforschern aufgesucht. 1857 besuchte Alexander Henry Haliday (1806–1870) sie mit Edward Percival Wright (1834–1910) und dokumentierte dortige Tierarten. Mitglieder der Naturforscher-Clubs von Cork, Dublin und Limerick nahmen 1894 an einer Exkursion teil und berichteten über die dortige Fauna. 1895 besuchten Édouard-Alfred Martel (1859–1938) und Henry Lyster Jameson (1875–1922) die Höhlen und führten eine neue Untersuchung durch. 1908 wurden die Höhlen von Mitgliedern des „Yorkshire Ramblers' Clubs“ gemeinsam mit Robert Lloyd Praeger (1865–1953) erneut erforscht und vermessen.
Es dauerten sieben Jahre, die Höhlen durch den Einbau von Elektrizität und Stufen für die Öffentlichkeit einfach begehbar zu machen. Die Arbeiten wurden 1972 abgeschlossen. Zuvor mussten Besucher die Höhlen mit Tilley-Lampen und Strickleitern begehen. 
Zu den bemerkenswerten Tropfsteingebilden gehört die „Turm-zu-Babel-Säule“. In der als Tír na nÓg bekannten größten Kammer, fanden schon Musikveranstaltungen statt. 